# 厄普芬根
厄普芬根是德国巴登-符腾堡州的一个市镇。总面积8.88平方公里，总人口2279人，其中男性1142人，女性1137人（2011年12月31日），人口密度257人/平方公里。